# 高沙文史博物馆
高沙文史博物馆，位于湖南省邵阳市洞口县高沙镇红鹅村，是依托第七批全国重点文物保护单位——洞口宗祠建筑群之一的曾八支祠建设的民办博物馆。

## 历史
曾八支祠或称高沙曾氏宗祠。始建于清朝乾隆七年（1742年）。道光十九年（1839年），曾国藩前来“拜祠”。道光二十三年（1843年），宗祠因高沙“戕官大案”或称“癸卯之变”损毁严重。同治七年（1868年）开始修复，同治九年，曾氏族人请曾国藩为宗祠书“春风沂水”匾。1873年完工。光绪年间，曾国藩子曾纪泽、孙曾广钧书“一家仁让”、“同归于厚”匾。
1938年，黄埔军校第二分校第十六期、第十七期、第十八期及战时第三后方医院曾设于此处。1949年后，改为粮库。1992年，曾氏家族买回宗祠开办中学。1997年，改办高沙文史博物馆。2011年，曾八支祠做为洞口古祠堂建筑群之一，列为第九批湖南省文物保护单位。